# Lugtenborg's polder
De Lugtenborg's polder is een voormalig waterschap in de provincie Groningen.
Het poldertje dat zijn water loosde via een watermolentje dat via een watergang uitkwam in het Wetsingermaar lag net ten noorden van Groot Wetsinge. Het besloeg het afgegraven noordelijke gedeelte van de wierde van Wetsinge. 
Waterstaatkundig gezien ligt het gebied sinds 1995 binnen dat van het waterschap Noorderzijlvest.

## Naam
Er is wat onduidelijkheid over de naam: in De zeeweringen (...) noemt Geertsema de polder Lutgenborg's polder, terwijl deze in de inhoudsopgave en op de bijbehorende kaart als Lugtenborgspolder staat vermeld. Omdat als de eigenaar de weduwe van Klaas Lugtenborg wordt genoemd, wordt meestal de naam Lugtenborg's polder gebruikt.